# Macas
Os macas ou mákhai (em grego Μάχαι), na mitologia grega, era um grupo de daemones ou espíritos das batalhas e dos combates que ocorriam dentro dos campos de guerra.
Como muitos dos espíritos malignos, os macas foram gerados por Éris (a discórdia) sem intervenção masculina.
Alguns dos macas mais conhecidos são: 
- Homados (Ὅμαδος, o fragor da batalha)
- Alala (Ἀλαλά, o grito de guerra)
- Proioxis (Προίωξις, a investida)
- Palioxis (Παλίωξις, a retirada)
- Kydoimos (Κύδοιμος, a confusão).